# Getting Better
«Getting Better» (en español: «Mejorando») es una canción escrita por Paul McCartney y acreditado a Lennon-McCartney, grabado y publicado por la banda de rock The Beatles, lanzado al mercado el 26 de mayo de 1967 para el álbum Sgt. Pepper's Lonely Hearts Club Band. La canción da realmente la impresión de haber sido escrita por dos voces, una diciendo claramente que todo está mejorando, mientras que la otra dice que no podían ya ir a peor. El optimismo de Paul se contraponía al realismo e ironía de John.

## Creación
La inspiración para esta canción vino de la mente de McCartney mientras paseaba a su perra Martha en compañía del periodista Hunter Davies, en Primrose Hill. Estaba empezando la primavera, y era el primer día del año en el que verdaderamente el día estaba soleado. Conforme la mañana pasaba y el clima se hacía cada vez más cálido, Paul comenta que el clima «está cada vez mejor» («its getting better»). Esta frase hace reír a Paul, ya que lo hace recordar a Jimmie Nicol, baterista que sustituyó a Ringo en la gira de 1964, mientras éste era operado. Nicol, que no hablaba mucho con los chicos, tocó en directo habiendo ensayado una sola vez. Conforme los conciertos fueron pasando, después de cada uno, los tres Beatles restantes le preguntaban como iba todo. La respuesta siempre era la misma «It's Getting Better» (va mejorando). No pasan más de diez días hasta que llega Starr con sus camaradas para regresar a su batería. 
La frase sin embargo había marcado ya a Paul y los otros Beatles, volviéndose un tipo de broma entre ellos. Y quedaba como un buen título para una canción, como McCartney comenta a John después.

## Estructura musical
La canción esta grandemente basada en un acorde repetitivo de sol agudo producido por la guitarra de John Lennon y un pianet tocado por George Martin, golpeando las cuerdas con un mazo. Harrison por su parte toca la tambura, un instrumento indio que genera un acompañamiento rítmico, aunque sin producir notas claramente definidas, además de sonidos de palmadas y los bongós que toca Ringo Starr. Tenemos por tanto una canción innovadora, un tanto experimental y novedoso para el estilo original de The Beatles.

## Personal
- Paul McCartney - voz doblada, bajo (Rickenbacker 4001s), piano eléctrico (Höhner Pianet C).
- John Lennon - coros, guitarra (Epiphone Casino).
- George Harrison - coros, guitarra líder (Fender Stratocaster), tambura.
- Ringo Starr - batería (Ludwig Super Classic), conga.
- George Martin - piano (Hamburg Steinway Baby Grand).